# Ванкорская ГТЭС
Ванкорская ГТЭС — газотурбинная тепловая электростанция (ГТУ-ТЭЦ), расположенная в Туруханском районе Красноярского края. Основной источник электро- и теплоснабжения объектов эксплуатации Ванкорского нефтегазового месторождения. Собственник станции — ООО «РН-Ванкор» (дочернее общество ПАО «НК «Роснефть»).

## Конструкция станции
Ванкорская ГТЭС представляет собой тепловую газотурбинную электростанцию с комбинированной выработкой электроэнергии и тепла (ГТУ-ТЭЦ). Установленная мощность электростанции — 206,4 МВт, тепловая мощность — 378 Гкал/час. Основное топливо — попутный нефтяной газ.
Здание электростанции и 8 дымовых труб построены на свайном основании и оторваны от поверхности земли.
Основное генерирующее оборудование станции включает в себя восемь турбоагрегатов мощностью по 25,8 МВт, включающих газовые турбины MS 5001 PA с турбогенераторами DG185ZL-04, и восемь котлов-утилизаторов КУВ-33. Производитель газовых турбин — фирма General Electric (США), генераторов — фирма BRUSH (Великобритания), котлов-утилизаторов — ОАО АК «Южтрансэнерго» (Украина).
С генераторов электроэнергия на напряжении 10,5 кВ передается на восемь трансформаторов ТД-40000/110 УХЛ1 мощностью по 40 МВА , с них — на комплектное распределительное устройство элегазовое (КРУЭ) напряжением 110 кВ.
Тепло отработанных газов утилизируется и используется в технологическом цикле для подогрева товарной нефти на центральном пункте сбора перед отправкой по магистральному нефтепроводу «Ванкор — Пурпе».

## Ванкорский энергорайон
Ванкорская ГТЭС стала основой нового энергорайона. С распределительного устройства Ванкорской ГТЭС электроэнергия выдается в энергосистему по следующим линиям электропередачи:
- ВЛ 110 кВ Ванкорская ГТЭС — ПС ЦПС (2 цепи);
- ВЛ 110 кВ Ванкорская ГТЭС — ПС Север (2 цепи);
- ВЛ 110 кВ Ванкорская ГТЭС — ПС Ванкор (2 цепи);
- ВЛ 110 кВ Ванкорская ГТЭС — ПС Западная;
- ВЛ 110 кВ Ванкорская ГТЭС — ПС Тихоновская.

### Связь с единой энергосистемой
В 2015 году Ванкорский энергорайон, включая Ванкорскую ГТЭС, был присоединён к Единой энергосистеме России.
В декабре 2016 года введена в работу ПС 220 кВ Ванкор. При этом двухцепная кабельно-воздушная линия (КВЛ) «Мангазея — Ванкор» построенная в габаритах 220 кВ, но работавшая на 110 кВ, была переведена на проектное напряжение. Что увеличило передаваемую мощность между Тюменской энергосистемой и Ванкорским энергорайоном с 60 до 126,5 МВт.
В октябре 2018 года из-за аварии на подстанциях произошло аварийное отключение Ванкорской ГТЭС с потерей собственных нужд, мощность перед отключением составляла 175 МВт.

### Расширение
Первоначально Ванкорский энергорайон обеспечивал добычу и транспортировку нефти с Ванкорского месторождения. Расширение происходило по мере подготовке добычи на новых месторождениях.
Освоение Лодочного и Тагульского месторождений потребовало строительства ПС 110/35/10 кВ «Лодочная» мощностью 2x25 МВА и ПС 110/35/10 кВ «Тагул» мощностью 2x63 МВА. А также Полярной ГТЭС мощностью 2x75 МВА.

## Экономическое значение и эксплуатация
Основной задачей Ванкорской ГТЭС является снабжение электроэнергией и теплом промышленных объектов, обеспечивающих разработку Ванкорского нефтегазового месторождения, а также вахтового поселка Ванкор. До 2015 года станция являлась единственным источником энергоснабжения месторождения. Всего в 2009—2019 годах Ванкорской ГТЭС было выработано 10 млрд кВт⋅ч электроэнергии. Использование в качестве топлива попутного нефтяного газа решает задачу по его утилизации. К июню 2021 года выработка достигла 13 млрд кВт·ч. Полезное использование попутного нефтяного газа на Ванкорском месторождении превышает 99 %. Электростанция потребляет всего 3,2 % от добываемого на месторождении попутного газа, остальное закачивается обратно в пласт (для поддержания высокого давления) или по соединительному газопроводу отправляется в газотранспортную систему страны.
Строительство Ванкорской ГТЭС было синхронизировано с сооружением объектов и инфраструктуры для освоения Ванкорского месторождения было начато в июне 2006 года. Генеральный проектировщик и генеральный подрядчик станции — ЗАО «Энергокаскад». Станция строилась в две очереди, мощностью по 100 МВт каждая. Первая очередь была введена в эксплуатацию в 2009 году, вторая — в 2011 году.
По состоянию на 2019 год ведется поэтапная модернизация газовых турбин станции с заменой основных элементов системы сгорания и проточной части, что позволит увеличить межремонтный интервал работы оборудования с 12 000 до 35 000 часов.